# 空阿弥陀仏
空阿弥陀仏（くうあみだぶつ、空阿（くうあ）とも。久寿2年（1155年）- 安貞2年1月15日（1228年2月28日））は、平安時代後期から鎌倉時代前期にかけての僧。同時代の僧侶明遍と同じく「空阿弥陀仏」の号を持つが、別人である。両者を区別するにあたっては、本稿の空阿弥陀仏を指して「法性寺の空阿弥陀仏」と呼ぶ例が見られる。なお、本稿では「法性寺の空阿弥陀仏」と統一して記述することとする。

## 生涯
法性寺の空阿弥陀仏の来歴について、詳しいことはわかっていない。かつて延暦寺の僧であったが、比叡山を下りた後は京都に向かい、そこで法然に弟子入りして専修念仏に励むようになったとされる。修行生活に関しては清貧な態度を貫き、経典も読まずにひたすら称名念仏するのみであった。また、極楽の「七重宝樹の風の響き」や「八功徳池の波の音」を想像させるとして風鈴の音を愛していたことも有名で、あちこちの道場で人々から尊敬されていた。法性寺の空阿弥陀仏は法然の死後も活動を積極的に行ったが、比叡山延暦寺が専修念仏停止の強訴を朝廷に起こしたことをきっかけに、嘉禄3年（1227年）7月、隆寛・幸西の2人とともに流罪に処されることとなった（嘉禄の法難）。しかし彼は、流罪先の薩摩へ赴く前に入滅したとされている。

## 法然との関係
法性寺の空阿弥陀仏は法然から「源空は智徳をもて人を化するなを不足なり。法性寺の空阿彌陀佛は愚痴なれども、念佛の大先達としてあまねく化導ひろし。我もし人身うけば大愚痴の身となり、念佛勤行の人たらん」と常に評されていたとされる。法性寺の空阿弥陀仏の方も法然を仏として崇敬し、画家藤原信実に法然像を描かせ、その像を本尊として飾り、念仏を行っていた。

## 念仏の特徴
信瑞撰『明義進行集』巻第二において、空阿弥陀仏は「多念の純本、専修の棟梁」と評されており、信空も空阿弥陀仏に帰依するなど、存命当時は空阿弥陀仏の念仏が大きな影響力を持っていた。空阿弥陀仏は念仏を唱え終わるごとに「此界一人念仏名（しかいいちにんねんぶつみょう）　西方便有一連生（さいほうべんぬいちれんしょう）　但使一生常不退（たんしいっしょうじょうふたい）　此花還到此間迎（しかげんとうしかんこう）　娑婆に念仏つとむれば　浄土にはちす生ずなる　一生常に退せねば　この花還りて迎うなり　一世の勤修は須臾の程　衆事をなげすて願うべし　願わば必ず生まれなん　ゆめゆめ怠ることなかれ　光明遍照　十方世界　念仏衆生　摂取不捨」と唱えたことから、念仏の間に和讃を用いる様式の起源は法性寺の空阿弥陀仏にあると『法然上人行状絵図』第四十八巻には記されている。